# Dungeon Crawl Classics
Dungeon Crawl Classics (DCC) è una serie di moduli di gioco di ruolo pubblicata dalla Goodman Games, pubblicata a partire dal 2003 basandosi sulla Open Gaming License (OGL). Fino al numero 52 le avventure sono state compatibili con l'edizione 3.5 di Dungeons & Dragons, dal 53 al 66 con la quarta edizione di D&D e infine dal numero 67 in avanti con un proprio regolamento ispirato alla prima edizione di Advanced Dungeons & Dragons. 
Tra gli autori delle avventure ci sono autori premiati quali Michael Mearls, Dave Arneson, e Monte Cook, oltre ad artisti del periodo classico della TSR tra cui Jeff Dee, Erol Otus, Jim Roslof, e Jim Holloway.

## Stile
La filosofia della serie si riassume dalla dichiarazione riportata di seguito, presentata in ogni modulo di DCC: 
Nonostante sia nata qualche anno prima del movimento Old School Renaissance, che sostiene uno stile di gioco ispiraro alle primissime edizioni di Dungeons & Dragons e prova a riprodurne lo stile regolistico e, soprattutto, l’esperienza al tavolo, la linea viene considerata parte di esso

## Storia editoriale
Goodman creò la serie perché pensava che ci fosse una nicchia nella pubblicazione di dungeon crawl intelligenti da giocare e per rivolgersi ai giocatori più anziani, che all'epoca secondo una ricerca demografica della Wizards of the Coast costituivano gran parte del mercato. La grafica dei moduli fu progettata in modo da ricordare i primi moduli spillati della TSR, l'immagine di copertina inquadrata in uno sfondo in un colore primario brillante, un testo descrittivo sotto e una banda diagonale in alto a sinistra..
La serie ingranò lentamente, ma nel giro di qualche anno divenne la linea principale della Goodman Games, e proseguì fino al numero 52 pubblicando avventure per D&D terza edizione, comprese numeri in scatola e un'avventura ambientata a Freeport — un'ambientazione pubblicata dalla Green Ronin). Alla la pubblicazione della quarta edizione di D&D , la Goodman Games fu uno dei pochi editori a tentare di pubblicare materiale per la nuova edizione. Cambiò la veste grafica della serie, ma ne mantenne la numerazione pubblicando Sellswords of Punjar come numero 53, in tempo per la GenCon 2008. Per evitare i problemi relativi alla licenza di pubblicazione per la quarta edizione (che la Wizards of the Coast non aveva ancora reso pubblica) continuò ad appoggiarsi alla Open Game License. Questa ed altre collane non ebbero però successo, a posteriori il passaggio al regolamento della quarta edizione (che rappresentava un notevole cambiamento di paradigma rispetto alle edizioni precedenti) alienò molti clienti della collana e il mantenimento della numerazione probabilmente intimidì i nuovi clienti.
(Joseph Goodman, Intervista su koboldquarterly.com, 2009)
Nel 2012 la Goodman Games pubblicò Dungeon Crawl Classics Roleplaying Game un nuovo regolamento su cui vengono basate le successive avventure pubblicate per Dungeon Crawl Classicss e Doug Kovaks iniziano a sviluppare un nuovo gioco di ruolo.

## Dungeon Crawl Classics Role Playing Game
Nel 2012 Goodman Games pubblica Dungeon Crawl Classics Role Playing Game (DCC RPG). La casa editrice lo descrive come "un sistema OGL che incrocia l'Appendice N con una versione semplificata della 3E", facendo riferimento alla Appendice N della Dungeon Masters Guide delle origini, che elencava racconti e romanzi che avevano influenzato Dungeons & Dragons. La serie di moduli DCC migrò al nuovo sistema nel 2012, con la pubblicazione del modulo 66.5, Doom of the Savage Kings di Harley Stroh. Nel 2022 l'etichetta editoriale Kaizoku Press ha pubblicato DCC in italiano e nel 2024 ne ha pubblicato la prima ristampa. Kaizoku Press ha anche pubblicato numerosi moduli ed espansioni per DCC e ne sviluppa di nuovi in collaborazione con Frog God Games.
Oltre che alla solita serie di dadi poliedrici (d4, d6, d8, d10, d12 e d20) il regolamento richiede anche dadi a 3, 5, 7, 14, 16, 24 e 30 facce, come quelli prodotti da Zocchi Dice.
Anche editori terzi hanno pubblicato materiale per essere usato per DCC RPG dalla Goodman Games.

## Pubblicazioni

### Dungeons & Dragons3ª edizione
- 0, Chris Doyle, Legends are Made, Not Born, 2005. Livello 0
- 1, Jeffrey Quinn, Idylls of the Rat King, 2003. 1º–3º Livello
- 2, Mike Mearls, The Lost Vault of Tsathzar Rho, 2003. 1º Livello
- 3, Joseph Goodman, The Mysterious Tower, 2003. 3º–5º Livello
- 3.5, Dave Arneson, The Haunted Lighthouse, 2003. 4º–6º Livello
- 4, Joe Crow, Bloody Jack's Gold, 2004. 10º–12º Livello
- 5, Andrew Hind, Aerie of the Crow God, 2004. 7º–9º Livello[7]
- 6, John Seavey, Temple of the Dragon Cult, 2004. 8º–10º Livello
- 7, Chris Doyle, The Secret of Smuggler's Cove, 2004. 5º–7º Livello
- 8, Jeff Quinn, Mysteries of the Drow, 2004. 7º–9º Livello
- 9, Clayton Bunce, Dungeon Geomorphs, 2004.
- 10, Brendan LaSalle, The Sunless Garden, 2004. 6º–8º Livello
- 11, Chris Doyle, The Dragonfiend Pact, 2004. 2º Livello[8]
- 12, F. Wesley Schneider, The Blackguard's Revenge, 2004. 9º–11º Livello
- 12.5, Harley Stroh, The Iron Crypt of the Heretics, 2005. 11º–13º Livello[9]
- 13, Chris Doyle, Lisa Doyle, Mike Ferguson, Joseph Goodman, Andrew Hind, Jason Little, Adrian M. Pommier, Jeffrey Quinn, F. Wesley Schneider, Andrew N. Smith, Crypt of the Devil Lich, 2005. 15º Livello
- 14, Jason Little, Dungeon Interludes, 2005. 1º–13º Livello
- 15, Chris Doyle, Joe Crow, Lost Tomb of the Sphinx Queen, 2005. 14º–15º Livello
- 16, Michael Ferguson, Curse of the Emerald Cobra, 2005. 6º–8º Livello
- 17, Harley Stroh, Legacy of the Savage Kings, 2005. 4º–6º Livello
- 17.5, Harley Stroh, War of the Witch Queen, 2005. 7º–9º Livello
- 18, Patrick Younts, Citadel of the Demon Prince, 2005. 12º–13º Livello
- 19, Luke Johnson, The Volcano Caves, 2005. 7º–9º Livello
- 20, Robert J. Schwalb, Shadows in Freeport, 2005. 6º–8º Livello
- 20.5, Jason Little, The Mask of Death, 2005. 5º–7º Livello
- 21, Christina Stiles, Assault on Stormbringer Castle, 2005. 12º–14º Livello
- 22, Christina Stiles, The Stormbringer Juggernaut, 2006. 14º–16º Livello
- 23, Richard Pocklington, The Sunken Ziggurat, 2006. 5º–7º Livello
- 24, Andrew Hind, Legend of the Ripper, 2006. 1º–3º Livello
- 25, Jeremy Simmons, Neal Gamache, The Dread Crypt of Srihoz, 2006. 9º–11º Livello
- 26, Rick Maffei, The Scaly God, 2006. 4º–6º Livello
- 27, Harley Stroh, Revenge of the Rat King, 2006. 4º–6º Livello
- 28, Harley Stroh, Into the Wilds, 2006. 1º–3º Livello
- 29, Bret Boyd, Michael Ferguson, Andrew Hind, Phillip Larwood, Jeff LaSala, Brendan LaSalle, Jason Little, Rob Manning, Greg Oppedisano, Adrian Pommier, George Strayton, Harley Stroh, Michael Tresca, Dieter Zimmerman, The Adventure Begins, 2006. 1º–2º Livello
- 30, Jason Little, Chris Doyle, Joseph Goodman, Jeff McSpadden, Aeryn "Blackdirge" Rudel, Harley Stroh, Vault of the Dragon Kings, 2006. 1º Livello
- 30.5, Jason Little, Trek From The Vault, 2006. 9º–11º Livello
- 31, Jeff LaSala, The Transmuter's Last Touch, 2006. 1º–2º Livello
- 32, Greg Oppedisano, The Golden Palace of Zahadran, 2006. 14º–16º Livello
- 33, Brendan LaSalle, Belly of the Great Beast, 2006. 21º–24º Livello
- 34, F. Wesley Schneider, Cage of Delirium, 2006. 6º–8º Livello[10]
- 35, Mike Ferguson, Jeff LaSala, Harley Stroh, Gazetteer of the Known Realms, 2006.
- 36, Mike Ferguson, Talons of the Horned King, 2006. 3º–5º Livello
- 37, Artem Serebrennikov, The Slithering Overlord, 2006. 4º–6º Livello
- 38, Stephen Greer, Escape from the Forest of Lanterns, 2007. 7º–9º Livello
- 39, Alex Anderegg, The Ruins of Castle Churo, 2007. 1º–3º Livello
- 40, Mike Ferguson, Devil in the Mists, 2007. 7º–9º Livello
- 41, Smaugdragon, The Lost Arrows of Aristemis, 2007. 1º–3º Livello
- 42, Luke Johnson, Secret of the Stonearm, 2007. 2º–3º Livello
- 43, Greg Oppedisano, Curse of the Barrens, 2007. 3º–5º Livello
- 44, Mike Ferguson, Dreaming Caverns of the Duergar, 2007. 1º–3º Livello
- 45, Andrew Hind, Malice of the Medusa, 2007. 1º–3º Livello
- 46, Casey Christofferson, Kameron Franklin, Scott Green, Andrew Hind, Chris McCoy, Christina McCoy, Ken McCutchen, Jeremy Simmons, Book of Treasure Maps, 2007.
- 47, Phillip Larwood, Tears of the Genie, 2007. 6º–8º Livello
- 48, Eric Artis, B. Matthew Conklin III, Ken Hart, Ruth Lampi, Phillip Larwood, Jeff LaSala, Brendan LaSalle, Jason Little, Mike Ferguson, Stephen S. Greer, Greg Oppedisano, Artem V. Serebrennikov, Jeremy Simmons, Justin Sipla, Jessica Van Oort, The Adventure Continues, 2007. 4º–6º Livello
- 49, Chris Doyle, Justin Georgi, Melissa Georgi, Luke Johnson, Jeff LaSala, Jason Little, Rick Maffei, Greg Oppedisano, Adrian M. Pommier, Aeryn "Blackdirge" Rudel, Justin Sipla, Christina Stiles, Harley Stroh, Palace in the Wastes, 2007. 6º–7º Livello
- 50, Monte Cook, Vault of the Iron Overlord, 2007. 7º–9º Livello[11]
- 51, Chris Doyle, Adrian Pommier, Harley Stroh, Jeff LaSala, Castle Whiterock, 2007. 1º–15º Livello
- 51.5, Harley Stroh, The Sinister Secret of Whiterock, 2007. 1º–3º Livello
- 52, Mike Ferguson, Ken Hart, Andrew Hind, Phillip Larwood, Rick Maffei, Ross Payton, Adrian Pommier, Harley Stroh, Chronicle of the Fiend, 2008. Livelli 0–3

### Dungeons & Dragons4
- FRP, Harley Stroh. Punjar: The Tarnished Jewel, 2008. Un modulo che descrive la malvagia città di Punjar. Pubblicata per il FreeRPG Day 2008
- 53, Harley Stroh, Sellswords of Punjar , 2008. 1º Livello
- 54, Harley Stroh, Forges of the Mountain King , 2008. 1º Livello
- 55, Adrian Pommier, Isle of the Sea Drake , 2008. 1º Livello
- 56, Chris Doyle, Scions of Punjar , 2008. 4º Livello
- 57, Michael Ferguson, Wyvern Mountain , 2008. 4º Livello
- 58, Chris Doyle, The Forgotten Portal , 2009. 4º Livello
- 59, Harley Stroh, Mists of Madness , 2009. 1º Livello
- 60, Rick Maffei, Thrones of Punjar , 2009. 7º–9º Livello
- 61, Adrian Pommier, Citadel of the Corruptor , 2009. 7º–9º Livello
- 62, Nigel McClelland, Ben Redmond, Shrine of the Fallen Lama , 2009. 10º–12º Livello
- 63, Mike Ferguson, Rick Maffei, Adrian Pommier, The Warbringer’s Son , 2009. 1º Livello
- 64, Phillip Larwood, Codex of the Damned , 2010. 5º Livello
- 65, Patrice Crespy, Caves of the Crawling Lord , 2011. 8º Livello
- 66, Adrian Pommier, The Vampire’s Vengeance , 2011. 6º–7º Livello
- C9, Aeryn "Blackdirge" Rudel, Tomb of the Blind God, 2009. 8º Livello. Esclusiva distribuita in diverse fiere nel 2009

### Dungeon Crawl Classics Role Playing Game
- GMGC2013, Harley Stroh, Michael Curtis, Gen Con 2013 Program Guide, 2013. 3º e 5º Livello. Distribuita alla Gen Con 2013, contenente due brevi avventure: The Undulating Corruption e The Jeweler that Dealt in Stardust.
- GMGC2014, Jobe Bittman, Gen Con 2014 Program Guide, 2014. 2º Livello. Distribuita alla Con 2014 Contiene l'avventura 'The Emerald Enchanter Strikes Back e degli incontri bonus per i moduli DCC 80, DCC 81 e DCC 82.
- GMGC2015, Harley Stroh, the Cabal, Daniel J. Bishop, Jon Hook, Gen Con 2015 Program Guide, 2015. Livelli 0, 1° e 4°. Distribuita alla Gen Con 2015, contiene quattro brevei avventure: The Seven Pits of Serzrekan, The Hypercube of Myt, The Black Feather Blade e Evil Reborn.
- GMGC2016, Jim Wampler e the Cabal, Dieter Zimmerman, Gen Con 2016 Program Guide, 2016. Livello 0. Distribuita alla Gen Con 2016, contiene due brevi avventure Death by Nexus, Not in Kansas Anymore.
- GMGC2017, Marc Bishop e Jon Hook, Gen Con 2017 Program Guide, 2017. Livelli 0 e 3°, Distribuita alla Gen Con 2017. Contiene due brevi avventure Sisters of the Moon Furnace e The Thing that Should Not Be.
- FRP, Joseph Goodman e Harley Stroh, Free RPG Day Adventure Starter, 2011. Livelli 0–1° e 5°. Pubblicata per il Free RPG Day 2011, contiene due avventure brevi: The Portal Under the Stars e The Infernal Crucible of Sezrekan the Mad. Queste avventure sono state ristampate nel manuale base del 'Dungeon Crawl Classics Role Playing Game.
- FRP, Micheal Curtis, Harley Stroh, Free RPG Day 2012, 2012. 3º e 5º Livello. Pubblicata il Free RPG Day 2012, contiene due avventure The Jeweler that Dealt in Stardust e The Undulating Corruption
- FRP, Daniel J. Bishop, Free RPG Day 2013, 2013. 1º Livello. Pubblicata per il Free RPG Day 2013, contiene un'avventura per il DCCRPG (The Imperishable Sorceress) e una per XCrawl.
- FRP, Terry Olson, Free RPG Day 2014, 2014. 1º Livello.| Pubblicata per il Free RPG Day 2014, contiene un'avventura per il DCCRPG (Elzemon and the Blood-Drinking Box) e una per XCrawl.
- FRP, Joseph Goodman e Terry Olson, Free RPG Day 2018, 2018, Livelli 0 e 1°. Pubblicata insieme alle Quick Start Rules per il Free RPG Day 2018<, contiene due avventure: The Portal Under the Stars e Man-Bait for the Soul Stealer
- Michael Curtis, 2013 Holiday Module: The Old God's Return, 2013. 1º Livello
- Steven Bean, 2014 Holiday Module: Trials of the Toy Makers, 2º Livello.
- Stephen Newton, 2015 Halloween Module: They Served Brandolyn Red, 2015. Livello 0.
- Tim Callahan, 2015 Holiday Module: Advent of the Avalanche Lords, 2015. 3º Livello.
- Michael Curtis, 2016 Halloween Module: The Sinister Sutures of the Sempstress, 2016, 6º Livello.
- Marc Bruner, 2016 Holiday Module: Twilight of the Solstice, 2016. 4º Livello.
- 2017 Halloween Module: Shadow Under Devil's Reef, 1º Livello || Jon Hook || 2017 ||
- 2018 Halloween Module: The Corpse That Love Built, 2º Livello || Stephen Newton || 2018 ||
- 66.5, Harley Stroh, Doom of the Savage Kings , 2012. 1º Livello. 2012
- 67, Harley Stroh, Sailors on the Starless Sea , 2012. Livello 0. 2012
- 68, Joseph Goodman, The People of the Pit , 2012. 1º Livello. 2012
- 69, Joseph Goodman, The Emerald Enchanter , 2012. 2º Livello. 2012
- 70, Harley Stroh, Jewels of the Carnifex , 2012. 3º Livello. 2012
- 71, Joseph Goodman, The 13th Skull , 2012. 4º Livello. 2012
- 72, Harley Stroh, Beyond the Black Gate , 2012. 5º Livello. 2012
- 73, Michael Curtis, Emirikol Was Framed! , 2012. 4º Livello. 2012
- 74, Harley Stroh, Blades Against Death , 2012. 4º Livello. 2012
- 75, Michael Curtis, The Sea Queen Escapes , 2013. 3º Livello. 2013
- 76, Harley Stroh, Colossus, Arise! , 2013. 8º Livello. 2013
- 76.5, Harley Stroh, Well of the Worm , 2013. 1º Livello. 2013
- 77, Michael Curtis, The Croaking Fane , 2013. 3º Livello. 2013
- 77.5, Michael Curtis, The Tower Out of Time , 2013. 2º Livello. 2013
- 78, Harley Stroh, Fate's Fell Hand , 2013. 2º Livello. 2013
- 79, Michael Curtis, Frozen in Time , 2013. 1º Livello. 2013
- 79.5, Harley Stroh, The Tower of the Black Pearl , 2013. 1º Livello. 2013
- 80, Michael Curtis, Intrigue at the Court of Chaos , 2014. 1º Livello. 2014
- 80.5, Jobe Bittman, Glipkerio’s Gambit , 2014. 2º Livello. 2014
- 81, Jobe Bittman, The One who Watches from Below , 2014. 1º Livello. 2014
- 82, Harley Stroh, Bride of the Black Manse , 2014. 3º Livello. 2014
- 82.5, Harley Stroh, Dragora's Dungeon , 2014. 1º Livello. 2014
- 83, Michael Curtis, The Chained Coffin , 2014. 5º Livello. 2014
- 83.1, Michael Curtis, Tales of the Shudder Mountain, 2016. 4º , 1º e 5º Livello. Contiene tre brevi incontri ambientati nelle Shudder Mountain: The Grave Pool, The Witchman of Darkweather Mountain e Moonricket Bridge.
- 83.2, Michael Curtis, Death Among the Pines , 2016. 3º Livello. 2016
- 84, Harley Stroh, Peril on the Purple Planet , 2014. 4º Livello. 2014
- 84.1, Terry Olson, The Rock Awakens , 2014. 4º Livello. 2014
- 84.2, Jim Wampler, Synthetic Swordsmen of the Purple Planet , 2014. 5º Livello. 2014
- 84.3, Jim Wampler, Sky Masters of the Purple Planet , 2016. 6º Livello. 2016
- 85, Michael Curtis, The Making of the Ghost Ring , 2015. 4º Livello. 2015
- 86, Brendan J. LaSalle, Hole in the Sky , 2015. Livello 0. 2015
- 87, Edgar Johnson, Against the Atomic Overlord , 2015. 5º Livello. 2015
- 87.5, Jobe Bittman, Grimtooth's Museum of Death , 2015. 1º Livello. 2015
- 88, Jobe Bittman, The 998th Conclave of Wizards , 2015. 6º Livello. 2015
- 88.5, Harley Stroh, Curse of the Kingspire , 2016. 2º Livello. 2016
- 89, Chaos Rising, 2016. Raccolta di sei avventure: Elzemon and the Blood-Drinking Box (Terry Olson) , The Imperishable Sorceress (Daniel J. Bishop), Glipkerio’s Gambit (Jobe Bittman), The Tower Out of Time  (Michael Curtis), The Jeweler That Dealt in Stardust (Harley Stroh), The Undulating Corruption  (Michael Curtis) e The Infernal Crucible of Sezrekan the Mad  (Harley Stroh)
- 90, Daniel J. Bishop, The Dread God Al-Khazadar , 2016. 4º Livello. 2016
- 91, Harley Stroh, Journey to the Center of Aereth , 2016. 5º Livello. 2016
- 91.1, Harley Stroh, The Lost City of Barako , 2016. 6º Livello. 2016
- 91.2, Steven Bean, Daniel J. Bishop, Tim Callahan, Stephen Newton, Terry Olson e Harley Stroh, Lairs of Lost Agharta , 2016. 6º Livello.
- 92, Daniel J. Bishop, Through the Dragonwall , 2016. 3º Livello. 2016
- 92.5, Michael Curtis, Dread on Demon Crown Hill , 2017. 2º Livello. 2017
- 93, Edgar Johnson, Moon-Slaves of the Cannibal Kingdom , 2017. 2º Livello. 2017
- 94, Brendan Lasalle, Neon Knights, 2017. 3º Livello
- 95, Harley Stroh, Enter the Dagon, 2017. 5º Livello.
- 96, Nick Judson, The Tower of Faces, 2018. 6º Livello.
- 97, Michael Curtis, The Queen of Elfland's Son, 2018. 1º Livello.
- 98, Michael Curtis, Imprisoned in the God-Skull, 2018. 6º Livello.
- 99, Marzio Muscedere, The Star Wound of Abaddon, 2018. 3º Livello.

### Advanced Dungeons & Dragons1ª edizione
Queste avventure furono in genere moduli pubblicati per D&D 3.5 convertiti ad 'AD&D 1ª edizione come edizioni speciali per la Gen Con
- 12.5, Harley Stroh, The Iron Crypt of the Heretics, 2006. 11º-13º Livello. Pubblicato in numero limitato per Gen Con 2006
- N/A, Harley Stroh e John Hershberger, Saga of the Witch Queen, 2007. 4°–6°, 6°–8º, 7º–9º Livello. Combinazione di DCC n. 17 e un nuovo modulo e di DCC numero 17.5, pubblicato Gen Con 2007.
- N/A, Andrew Hind e Harley Stroh, The Golden Auroch / Tower of the Black Pearl , 2008. 1º Livello. Due avventure in formato "flip book" pubblicate per Gen Con 2008
- N/A, Jeff Quinn e Harley Stroh, Jon Hershberger, Saga of the Rat King , 2008. 1º–6º Livello. Combinazione delle DCC numero 1 e 27, pubblicata per Gen Con 2008
- 36, Mike Ferguson, Talons of the Horned King , 2009. 3º–5º Livello. Pubblicata per Gen Con 2009
- 7, Chris Doyle, The Secret of Smuggler's Cove , 2009. 5º–7º Livello. Pubblicata dalla Black Blade Publishing, su licenza della Goodman Games

### Castles & Crusades
Avventure pubblicate dalla Goodman Games su licenza della Troll Lord Games per Castles & Crusades. Nella maggior parte sono conversioni di moduli precedenti
- GG1, Joseph Goodman, The Mysterious Tower , 2006. 3º–5º Livello. Adattamento di DCC numero 3
- GG2, Chris Rutkowsky, Palace of Shadows , 2006. 4º–6º Livello.
- GG3, Chris Doyle, The Secret of Smugglers Cove , 2007. 5º–7º Livello. Adattamento di DCC numero 7
- GG4, Artem Serebrennikov, The Slithering Overlord , 2007. 4º–6º Livello. Adattamento di DCC numero 37
- GG5, Jeremy Simmons e Neal Gamache, The Dread Crypt of Srihoz , 2008. 9º–11º Livello. Adattamento di DCC numero 25